# عبدالرحمن سهیلی
عبدالرحمن بن احمد سهیلی مفسر، محدث، لغوی و نحوی اندلسی در سدهٔ ششم هجری است. به او لقب علامهٔ اندلس داده‌اند. به‌گفتهٔ ابن خلکان، در ۵۰۸ ه.ق در اندلس متولد شده، اما ذهبی اشبیلیه را محل تولد او می‌داند. وی آثار فراوانی دارد. شهرت او در زمان حیاتش از آندلس گذشت و به مراکش رسید و به آنجا دعوت شد. او سال‌های آخر زندگی را در مراکش گذراند. از آثار او می‌توان به روض الانف، نتائج الفکر، التعریف والإعلام فیما أبهم فی‌القرآن من الأسماء الأعلام، کتاب الفرائض، مسألة رؤیة الله تعالی فی‌المنام و رؤیة النبی اشاره کرد.